# Der Golem
Der Golem ist der Titel eines als Klassiker der phantastischen Literatur geltenden Romans von Gustav Meyrink. Er erschien erstmals von Dezember 1913 bis August 1914 als Fortsetzungsroman in der Zeitschrift Die Weißen Blätter; 1915 wurde er in Buchform veröffentlicht. Die in zwanzig Kapiteln unterteilte Handlung spielt Ende des 19. Jhs. im labyrinthischen Prager Judenviertel mit seinem geheimnisvoll miteinander vernetzten Personal. Im Zentrum steht, mit Bezügen zur Golem-Sage, Kabbala, zu ägyptischen Mysterien und indisch-theosophischen Gedanken, der nach seiner Identität suchende Athanasius Pernath.

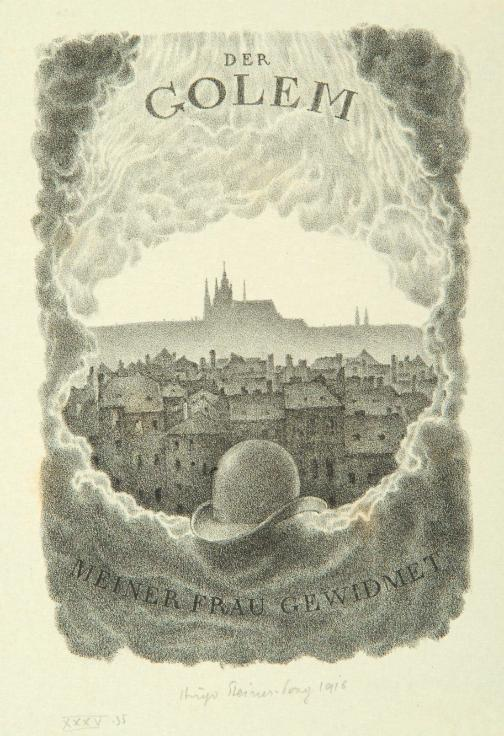
Titelblatt mit Widmung (Illustration: Hugo Steiner-Prag)

## Inhalt

### Überblick
Rahmenhandlung
In der Rahmenhandlung zu Beginn (Kap. Schlaf und Tag) des Romans liest der Ich-Erzähler, ein anonymer Schriftsteller im frühen 20. Jh. zu Besuch in Prag, vor dem Zu-Bett-Gehen in einem Buch über das Leben Siddhartha Gautamas. Er fällt in einen unruhigen Halbschlaf, erinnert sich, seinen Hut mit dem eines Unbekannten mit Namen Athanasius Pernath vertauscht zu haben, und gleitet in eine Traumwelt, in der er in einer Art Seelenwanderung mit dem Protagonisten die Ereignisse durchlebt, die sich 33 Jahre zuvor im inzwischen assanierten Prager Judenviertel zugetragen haben. Am nächsten Tag, im Schlusskapitel, folgt er dem in der Traumnacht zurückgelegten Weg, um den Hut zurückzubringen, und erblickt durch ein von Osiris-Fresken eingerahmtes, sich für einen kurzen Augenblick öffnendes Flügeltor mit Hermaphroditos-Figuren den ihm gleichenden Pernath und Mirjam.
Haupthandlung
In der sich im Jahresverlauf abspielenden Haupthandlung erzählt der Gemmenschneider und Restaurator Athanasius Pernath, der Ende des 19. Jhs. im alten Prager Judenviertel lebt, in der Ich-Form, wie er nach einem Jugendliebe-Trauma mit Erinnerungsverlust ein neues Leben beginnen will und in eine Kriminalgeschichte hineingezogen wird. In der parallel dazu verlaufenden Handlung hilft ihm der Mystiker Hillel, den Zugang zu seiner eigenen Vergangenheit und seinen Weg zur Selbsterkenntnis zu gewinnen.

### Seelenschwängerung

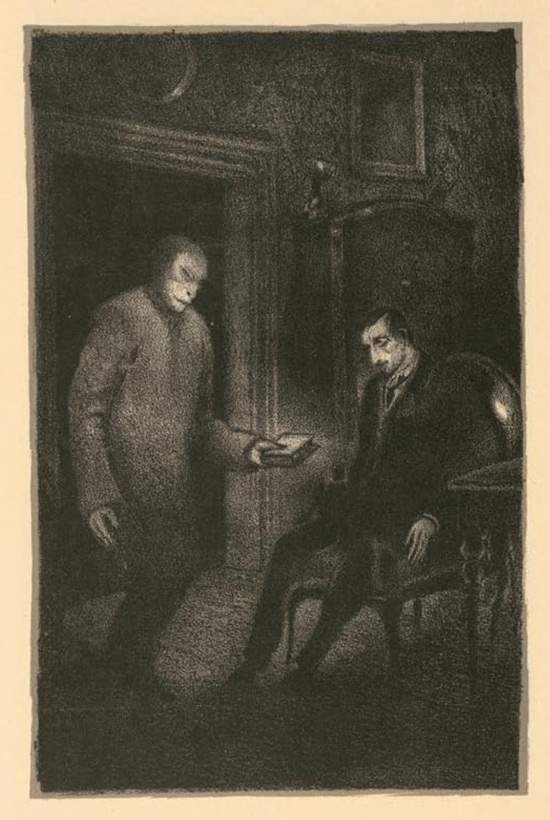
Das „Buch Ibbur“ (Illustration: Steiner-Prag)

In Pernaths Wohnung taucht unvermittelt ein Besucher auf, der sich benimmt, als ob er dort zu Hause sei und weder grüßt noch den Hut abnimmt (Kap. I). Er zieht einen Folianten mit einem Einband aus Metall aus der Tasche. Die Initiale I am Beginn des Kapitels „Ibbur“ (Seelenschwängerung) muss restauriert werden. Pernath liest das mysteriöse Kapitel. Wie ein Geist ist der Gast plötzlich wieder verschwunden.
Mit seinen Freunden, dem Marionettenspieler Zwakh, dem Maler Frieslander und dem Musiker Josua Prokop bespricht Pernath den Besuch und die rätselhaften Erscheinungen im Judenviertel (Kap. Punsch). Zwakh erzählt ihnen eine Sage aus dem 16. Jh. und berichtet von den regelmäßigen Auftritten des Golem, den er als Inkarnation der Massenseele erklärt, bzw. als Repräsentation der Seele des Menschen, der dem Gespenst begegnet. Bald hegt Pernath den Verdacht, der Auftraggeber könne der Golem gewesen sein. Pernath leidet immer wieder an Bewusstseinsstörungen und seine Freunde verbergen vor ihm ihr Wissen um seine Vergangenheit: er ist nämlich aus Liebeskummer wahnsinnig geworden und verbrachte lange Zeit im Irrenhaus. Danach hat man ihn durch eine hypnotisch bewirkte Erinnerungsblockade von seinen Leiden befreit und ihm in einer neuen Umgebung eine Wohnung gesucht, wo er als Gemmenschneider seinen Unterhalt verdienen kann.

### Kriminalhandlung
Nach dem Besuch gerät das Leben des ca. 40-jährigen aus den Fugen. Er wird in zahlreiche Intrigen seiner Umwelt hineingezogen und von Halluzinationen heimgesucht. Nicht nur, dass ihm merkwürdige Dinge widerfahren, die er nicht verstehen kann, er wird auch in einen Rachefeldzug verwickelt, den der durch mitleidige Lehrer finanzierte arme Medizinstudent Innozenz Charousek gegen den reichen Trödler Aaron Wassertrum führt, dessen illegitimer Sohn er ist (Kap. Prag):
- Wassertrum hat Charouseks Mutter zuerst sexuell ausgenutzt, dann die Schwangere in ein Bordell verkauft und sich nicht mehr um sie und das Kind gekümmert. Zwar erklärt der Student das Vergehen seines Vaters einerseits als Angst, wegen seiner großen Liebe zu ihr die Kontrolle über sich zu verlieren, andererseits als Gier nach Geld und perverser Wonne an der Selbstqual (Kap. Not), aber er verzeiht dem Vater nicht, dass er nicht ihn, sondern seinen ehelichen Sohn gefördert und diesem eine medizinische Ausbildung finanziert hat. Als Charousek entdeckte, dass der zur angesehenen Kapazität mit dem neuen Namen Dr. Wassory aufgestiegene Augenarzt seine Patienten mit der Warnung vor einer Erblindung zu einer unnötigen und teuren Staroperation, einer Iridektomie, drängte, spielte er seine Informationen dessen Konkurrenten Dr. Savioli zu, der den Betrug der Staatsanwaltschaft anzeigte. Wassory entzog sich der Festnahme durch Selbstmord. Nun beobachtet Charousek den Vater, der ihn nicht erkennt, schleicht sich in sein Vertrauen ein und plant als Fortsetzung seiner Rache den Selbstmord des Trödlers: „Wir können nur etwas so tief hassen, wie ich es tue, was ein Teil von uns selbst ist.“[5]
- Als Reaktion versucht Wassertrum den Tod seines Sohnes an Savioli zu rächen, der sich in einem seiner Häuser ein Liebesquartier eingerichtet hat, in dem er sich mit der verheirateten Gräfin Angelina trifft. Mit der Drohung, Angelinas Ehe und Ruf zu ruinieren, will er ihn als Ausgleich für das Ende seines Sohnes zum Suizid treiben. Um Beweise zu sammeln, beobachtet er ihre Treffen. Eines Tages flüchtet Angelina vor Wassertrum zu Pernath und bittet ihn, sie zu verstecken. Dann erzählt sie ihm bei einem geheimen Treffen auf dem Hradschin von ihrer Angst, Wassertrums wolle sie mit der Drohung erpressen, ihrem Mann ihre Liebschaft mitzuteilen mit der Folge einer Scheidung und der Trennung von ihrer Tochter. Sie gibt ihm ihren Schmuck, um damit das Schweigen des Trödlers zu bezahlen (Kap. Schnee).
- Pernath gelangt in dem verwinkelten Häuserblock über eine Speichertür und eine Bodentreppe in das Atelier Saviolis im Nachbarhaus, um Angelinas Spuren zu verwischen, und stellt gemeinsam mit Charousek ihre Liebesbriefe an den Liebhaber sicher (Kap. Spuk).
- Wassertrum und Pernath kommen bei ihrer Begegnung auf Angelina zu sprechen. Als Pernath ihn vor einer Erpressung warnt und in einer Aufwallung von Zorn mit einer Feile auf ihn einstechen will, erwidert der Trödler, ihm gehe es nicht um die Gräfin, sondern um eine Abrechnung mit Savioli, aber jetzt sei auch Pernath in die Sache verstrickt. Bei der nächsten Gelegenheit stellt er dem Gemmenschneider eine Falle (Kap. Trieb).

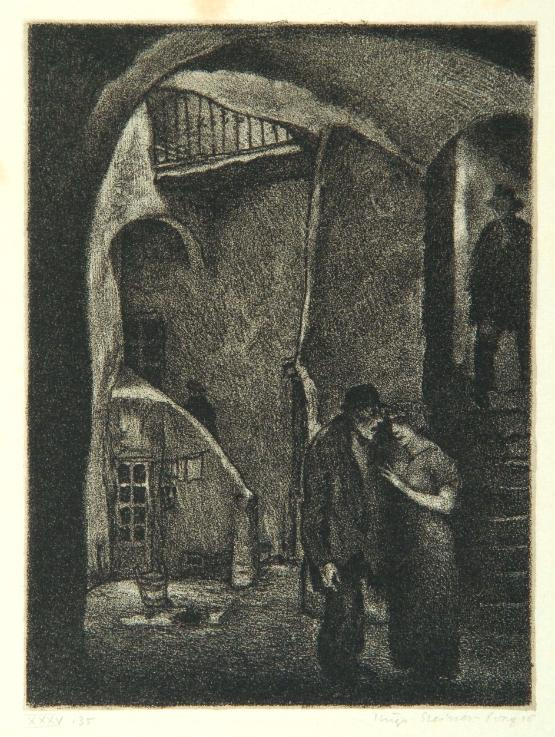
Verbrechen (Illustration: Steiner-Prag)

- Zu dieser Zeit wird der Lebensversicherungsdirektor Karl Zottmann vermisst. Man befürchtet ein Verbrechen und setzt eine Belohnung für die Ermittlung des Täters aus. Wie sich später herausstellt, hat der jugendliche Kriminelle Loisa Kwäßnitschka beobachtet, wie sich die 14-jährige Prostituierte Rosina Metzeles, den Gerüchten nach eine illegale Tochter des Trödlers, mit ihrem Freier Zottmann in einem Kellergewölbe getroffen hat. Dort raubt er ihn aus und schließt ihn ein. Später findet man die Leiche des Verhungerten und sein Notizbuch mit Angaben über den Ablauf der Tat. Der taubstumme und in Rosina verliebte Jaromir findet nach der Verhaftung seines Zwillingsbruders die Taschenuhr des Opfers in dessen Bett und verkauft sie an Wassertrum, der sie für seine Intrige gegen Pernath benutzt. Er gibt sie ihm zuerst zur Reparatur, dann schenkt er sie ihm und zeigt ihn an. Man findet die Uhr in seinem Zimmer[6] und verhaftet ihn (Kap. Falle).
- Im Gefängnis (Kap. Qual) trifft Pernath den ebenfalls inhaftierten Loisa, der zwei Monate später mit Pernaths Feile, die in sein Rockfutter gerutscht ist und bei der Durchsuchung nicht entdeckt wurde, ausbricht und damit Wassertrum ersticht. Anschließend raubt er dessen Laden aus und flieht.
- Während Pernaths Haft hat sich Charousek durch die Kraft der geheimen Blutsbande und Suggestion, wie er glaubt, in Wassertrums Vertrauen eingeschlichen und in ihm durch Vorwürfe ein schlechtes Gewissen und Selbstmordgedanken aufgebaut, so dass ihn dieser zu seinem Erben eingesetzt (Kap. Mai). Da Loisa jedoch Charouseks Mordplan vereitelt hat, tötet er sich selbst auf dem Grabhügel durch Öffnen seiner Pulsadern. Das in die Erde eindringende Familienblut soll den Vater ewig verfolgen. Charousek hat vor seinem Tod aus den hinterlassenen Unterlagen erfahren, dass Wassertrum Pernaths Familie um ihr Vermögen betrogen hat. Deshalb entschädigt er ihn in seinem Testament.
- Nachdem Zottmanns Leiche und sein Tagebuch im Keller entdeckt worden sind, ist Pernath entlastet und er wird im November nach neun Monaten aus dem Gefängnis entlassen.
- Während Pernaths Inhaftierung sind viele Häuser seines Quartiers wegen der Sanierung des Judenviertels abgerissen worden und seine Freunde, auch Hillel und Mirjam, sind weggezogen: Angelina hat ihren Mann verlassen und ist mit Savioli und ihrer Tochter verschwunden. Jaromir löst mit seinem Verdienst Rosina beim Weinsalon Kautsky aus ihrem Vertrag. Sie wird daraufhin zuerst die Mätresse des Fürsten Ferri Athenstädt und heiratet, nachdem sie mit ihm sein Geld verprasst hat, einen „hohen Herrn“.

### Identitätssuche
Schemajah Hillel

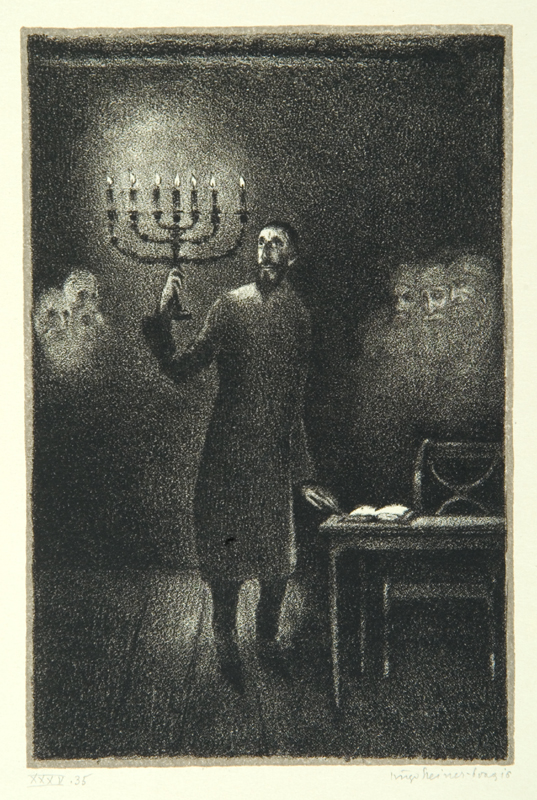
Schemajah Hillel (Illustration: Steiner-Prag)

Durch die Begegnung mit Angelina und dem dadurch ausgelösten Erinnerungsschmerz verbindet sich die Kriminalhandlung mit Pernaths Identitätsproblem. Nachdem er im „Salon Loisitschek“ bewusstlos zusammengebrochen ist, bringen ihn seine Freunde zum Archivar Hillel, der ihn durch Handauflegen wiederbelebt (Kap. Licht) und ihm durch sein Wissen vom inneren Geistesleben den Weg zur Erkenntnis, zum „wahre[n] Wachsein“ und wahren Sehen, zu zeigen verspricht: „Zwei Pfade laufen nebeneinander: der Weg des Lebens und der Weg des Todes […] wenn das Wissen kommt, kommt die Erinnerung.“ Pernath habe mit dem Buch Ibbur den „Geist des Lebens“ empfangen. Aber auf der Suche nach der Erkenntnis gebe es nicht einen einzigen Weg. Das ganze Leben sei nichts anderes „als formgewordene Fragen“, die jedes Mal anders lauten, und Antworten, die jeder anders verstehe. „Der Fragende erhält die Antwort, die ihm nottut: denn sonst ginge nicht die Kreatur den Weg ihrer Sehnsucht.“ Hillel veranschaulicht seine Lehre mit dem hebräischen Alphabet, das nur aus Konsonanten bestehe: „Jeder hat sich selbst die geheimen Vokale dazuzufinden, die ihm den nur für ihn allein bestimmten Sinn erschließen – soll nicht das lebendige Wort zum toten Dogma erstarren“. In dieser Phase der Selbstbesinnung hat Pernath in einer Wintergewitternacht eine Golem-Erscheinungen. Ein Phantom bietet ihm die Entscheidung zwischen dem Todesweg und dem Lebensweg an (Kap. Angst). Er lehnt dies ab, es erscheint eine Hieroglyphe auf seiner Brust und er fällt in einen tiefen Schlaf.
Angelina
Am Tag nach dem ersten Gespräch mit Hillel erhält Pernath einen Brief Angelinas, die ihn, da Savioli schwer erkrankt ist, um Hilfe vor Wassertrums vermuteter Erpressung bittet. Sie fürchtet, dass dieser ihrem Mann ihre Liebschaft mitteilen könnte und übergibt Pernath ihren Schmuck als Lösegeld. Durch sie erfährt er ein Schlüsselerlebnis aus seiner Vergangenheit: Sein Vater unterrichtete das Adelskind Angelina und sie verliebte sich in kindlicher Schwärmerei in ihn. Ein Hinweis ist das rote Korallenherz, das sie ihm zum Abschied im Schlosspark schenken wollte, als er das Gut verlassen musste (Kap. Schnee). Als Pernath aus Angelinas Liebesbriefen an Savioli (Kap. Spuk), ihren Namen erfährt, zerreißt der „Vorhang, der [s]eine Jugendjahre vor [ihm] verbarg […] von oben bis unten“. Die Zusammenhänge werden zwar nur angedeutet, ergeben jedoch im weiteren Verlauf der Beziehung große Wahrscheinlichkeit: Pernaths Erinnerung ist blockiert, doch „wahnsinniger-Schmerz“ erfasst ihn, als er ihren Namen erfährt (Kap. Licht). Vermutlich hat die Grafenfamilie die Freundschaft der Kinder wegen der Standesunterschiede missbilligt und die Trennung steht im Zusammenhang mit dem Wahnsinn, in den er daraufhin verfiel. Bei den folgenden Treffen gestehen sich beide, voneinander geträumt zu haben. Sie fahren mit Angelinas Kutsche spazieren, küssen sich spontan freundschaftlich und Pernath phantasiert, sie zu heiraten, wenn ihr Mann plötzlich stürbe und er durch künstlerischen Ruhm die Standesgrenzen überbrücken könnte (Kap. Trieb).
Bei der Durchsuchung von Saviolis und Angelinas Zimmer entdeckt Pernath auf dem Boden eine Falltür, durch die er, einer geheimen Kraft folgend, steile Treppen hinab- und wieder hinaufsteigt und in eine Kammer mit einem vergitterten Fenster, das „Zimmer ohne Zugang“, gelangt. Dort findet er die Tarockkarte Pagat mit seinem Porträt, begegnet dadurch seinem, in einer Ecke des Verlieses sitzenden, Spiegelbild und ringt mit ihm um „das Leben, das [s]ein ist, weil, es nicht mehr [ihm] gehört“. Im Zimmer entdeckt er alte Geräte und Scherben: „Tote Dinge, und doch so merkwürdig bekannt!“ Seine Begegnungen mit dem Golem, der als Doppelgänger des Menschen auftritt, gipfeln im Wunsch und in der Hoffnung, ein erlöstes, unsterbliches Ich zu erlangen.
Mirjam

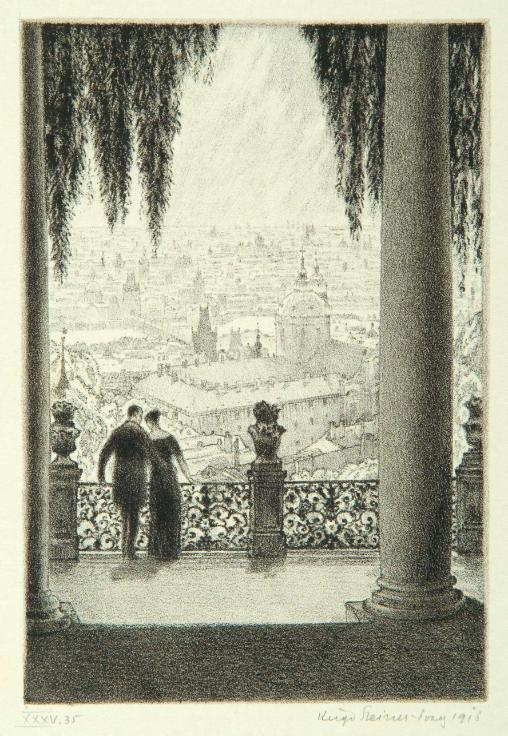
„Die Befreiten“. Pernath und Mirjam in einer Vision des Erzählers am Ende des Romans. (Illustration Steiner-Prag)

Pernath freundet sich mit Hillels Tochter Mirjam an, einer fremdartigen Schönheit mit einer „unirdischen Schmalheit des Gesichts“, und spricht mit ihr über das wahre Leben und ihre Vorstellungen davon. Nachdem er anfangs die Idee hatte, den ägyptischen Gott Osiris und die Vision des Hermaphroditen aus dem Buch Ibbur in einer Gemme darzustellen, entdeckt er bei der Ausführung zunehmend eine Ähnlichkeit mit Mirjams Profil und ändert seinen Plan. Dabei erinnert er sich an den „unsagbare[n] Durst nach dem Wunderbaren, dem jenseits aller Sterblichkeit Liegenden“ seiner Jugendjahre, der ihn „bis zur Todespein gefoltert hatte“, und zittert „vor dem Augenblick, wo er zu sich selbst kommen und das Geschehene in seiner vollen, markverbrennenden Lebendigkeit als Gegenwart empfinden muss[-]“. Das Sehnsuchtsideal ist sowohl für Pernath als auch für Mirjam das des Hermaphroditen, die vollkommene seelisch-körperliche Verbindung des Männlichen mit dem Weiblichen aus dem Buch Ibbur, doch im Gegensatz zu ihm möchte sie ihr ganzes bisheriges Leben vergessen (Kap. Not, Weib).
In Pernaths Phantasie wechseln drei verschiedene Frauentypen. Er träumt nicht nur von der seraphinhaften Mirjam und der lebensnahen, unorthodoxen Gräfin Angelina, sondern lässt sich nach einem Abend mit den Freunden im „Zum alten Ungelt“ von der, die gewissenlose Sexualität verkörpernden, Prostituierten Rosina in ein Bordell locken. Auf seine irdischen Ausschweifungen folgt jeweils ein Absturz in die Depression: Als Angelina ihn zur Kutschfahrt abholt, obwohl er mit Mirjam einen Ausflug verabredet hat, und als diese sich sofort zurückzieht, ist ihm „als hätte [er] eine Welt verloren“. Am Tag nach dem Bordellbesuch fühlt er sich „zerfetzt“, will seine Edelsteine und seine Ersparnisse Mirjam schenken, sich von Angelina mit einem Rosenstrauß verabschieden und dann sein Leben beenden. Dazu kommt es jedoch nicht: Man verdächtigt ihn, Zottmann ermordet zu haben, und ein ihn observierender Geheimpolizist verhaftet ihn nach seinem Versuch, sein Geld von der Bank abzuheben.
Laponder
Im Gefängnis wird Pernath sich seiner Liebe zu Mirjam immer bewusster. Sein Mithäftling, der „Lustmörder“ Amadeus Laponder, stellt in einer Mondnacht als schlafendes Medium eine Verbindung zwischen ihnen her und er kann sich mit der Geliebten unterhalten. Sie versichert ihm ihre Liebe zum ihm und schließt fast unverständlich mit „Ich lebe. – Ich schlafe.“ Pernath ist sich unsicher, ob es ein echter Dialog ist oder ob Laponder nur seine, Pernaths, Gedanken ausgesprochen hat. Anschließend erzählt er Laponder von Hillels Lehre, vom Ideal des Hermaphroditen und seinen Begegnungen mit seinem Golem-Spiegelbild und dieser erklärt ihm die in ihm schlummernden Kräfte seiner Vorfahren, der „Kette der ererbten ›Ichs‹, die jeder von seiner Mutter Geborene mit sich herumschleppt. Die Seele ist nichts ›Einzelnes‹ - sie soll erst werden, und das nennt man dann ›Unsterblichkeit‹. Ihre Seele ist noch zusammengesetzt aus vielen ›Ichen‹“ Laponder ordnet auch sein Verbrechen in diesen Zusammenhang als Zwang ein: „irgendetwas, dessen Vorhandensein in mir ich nie geahnt hatte, wachte auf und war stärker als ich.“ Er sei immer friedfertig gewesen. Wenn die Wahl in seiner Hand gelegen hätte, wäre es nie zum Mord gekommen. Für ihn sei es „das Heiligste“, das er denken könne, seine Schritte vom Geistigen in sich „lenken zu lassen. Blind, vertrauensvoll, wohin der Weg auch führen mag: ob zum Galgen oder zu Thron“. Er gehe den „Weg des Todes“ und versuche nicht durch eine Diagnose seiner Unzurechnungsfähigkeit in einer Heilanstalt für Geisteskranke seinem vorbestimmten Schicksal zu entgehen. Durch seinen Tod am Galgen werde sein Schicksal losgelöst von dem der Menschen und er „komme zur Freiheit.“
Sofort nach seiner Entlassung sucht Pernath nach Mirjam. Teile des Judenviertels, in dem er gewohnt hat, sind in den vergangenen neun Monaten abgerissen worden. Seine Freunde von einst sind weggezogen. Über Mirjam erhält er vom taubstummen Jaromir verwirrende Zeichen, die „Schlaf“ und „Brand“ bedeuten könnten, und fürchtet einen Zusammenhang mit Informationen über Laponder, dessen Opfer mit schwarzen Haaren und einem schmalen Gesicht verbrannt ist.
Er findet eine neue Wohnung in dem Haus mit dem „Zimmer ohne Zugang“. Als ein Feuer ausbricht, seilt er sich vom Dach ab und glaubt Mirjam und ihren Vater hinter dem Gitter des verschlossenen Raums zu sehen. Das Seil reißt, er stürzt ab und verliert sein Bewusstsein. Die Vision der Geliebten wird in der Rahmenhandlung im letzten Kapitel in einem Hermaphrodit-Bild idealisiert.

## Rezeption
Meyrinks in einer großen Werbeaktion des Verlags als „sensationelle Detektivgeschichte“ um den „Dämon von Prag“, die sowohl Spannung erzeugt als auch in ihrer ethischen Dimension durch die Themen „menschliche Seele und Schicksal“ zum Nachdenken anregt, beschriebener Roman war bereits bei seiner Veröffentlichung im Dezember 1915 ein großer Verkaufserfolg und wurde in viele Sprachen übersetzt. In einem Brief an Meyrink wies Franz Werfel darauf hin, dass „der Erfolg des Golem mehr dem Verleger als dem Autor zu verdanken war“.
Das Buch richtete den Blick der Leser auf das zum Zeitpunkt der Publikation nicht mehr vorhandene historische Prager Judenviertel mit der damit verbundene Golem-Sage und gilt als die berühmteste Adaption der alten jüdischen Legende, in der ein Mann aus Ton durch Magie als „eine Art freundlicher jüdischer Frankenstein“ zum Leben erweckt wird. Diese Leistung des Autors wird auch in internationalen Rezensionen gewürdigt, allerdings bei einzelnen Aspekten unterschiedlich beurteilt: Zu seinen Lebzeiten umstritten, ist Meyrinks Ruf als Autor bis in die Gegenwart ambivalent, wenn sich auch offenbar zunehmend eine ausgewogene Beurteilung durchsetzt.
Esoterische Horrorgeschichte
Während einzelne zeitgenössische Rezensionen die philosophischen und theosophisch-religiösen Dimensionen des Romans loben und zu Meyrinks Befürwortern auch anerkannte Schriftsteller wie Arnold Zweig, Franz Kafkas Freund Max Brod und Jorge Luis Borges zählen, qualifiziert Pawel in seiner Kafka-Biographine den Golem als »Schrumpfroman« ab. „Der Roman wird auch als Horrorgeschichte oder Gothic-Fiktion bezeichnet und als rein fantastisch beschrieben“: So würdigt ein Rezensent der New York Times zwar den Roman als „anspruchsvolles und außergewöhnlich kraftvolles Werk“, allerdings mit der Einschränkung, dass dessen „neblige Andeutungen“ unheimliche Schauer des Entsetzens hervorrufen.
Der Hinweis auf den Gruseleffekt als Merkmal der Trivialliteratur verbindet sich mit Aussagen des amerikanischen Horrorautors Howard Phillips Lovecraft. Er schreibt in seinem Essay Supernatural Horror in Literature (1926/27), die jüdische Folklore habe viel von dem alten Horror und Mysterium bewahrt und Meyrinks Golem stelle „mit seinen eindringlich obskuren Andeutungen von Wundern und Schrecken, die gerade unerreichbar sind“, „meisterhaft“ die „unheimliche Atmosphäre und Architektur des Ghettos dar.“
Die Verbindung der surrealen Handlung mit einer Mixtur esoterischer Motive wird von meist jüdischen Literaturkritikern und Theologen als Gruseleffekte der gothik-novel kritisiert.
- U. a. hält Kafka, der Meyrinks Lesungen in Prag besuchte, die Handlung für „zu weit hergeholt und viel zu krass“.[28]
- Der Kabbalist Scholem[29] ordnet Meyrinks Golem-Adaption in die kabbalistische Legendengeschichte ein: Mit seiner ganz eigentümlichen Transformation versuche Meyrink, eine Art symbolisches Bild vom Weg zur Erlösung zu zeichnen. Das sei an sich im Vergleich mit anderen Gestaltungen nicht ungewöhnlich, doch in Meyrinks Arbeit sei „alles fantastisch bis zur Groteske. Hinter der Fassade eines exotischen und futuristischen Prager Ghettos werden eher indische als jüdische Erlösungsvorstellungen präsentiert. Die angebliche Kabbala, die das Buch durchdringt, leidet an einer Überdosis von Madame Blavatskys trüber Theosophie. […] Trotz all dieser Verwirrung hat Meyrinks Golem eine unnachahmliche Atmosphäre, die sich aus unüberprüfbarer Tiefe, einer seltenen Gabe für mystische Scharlatanerie und einem überwältigenden Drang nach Bourgeoisie zusammensetzt. In Meyrinks Interpretation ist der Golem eine Art wandernder Jude.“ Er habe den Golem „mit viel Kopfschütteln über [seinen] Pseudo-Kabbalismus gelesen“.
- Ähnliche Einschätzungen vertreten auch gegenwärtige Rezensenten, beispielsweise bemängelt Baer,[30] dass Meyrink jüdische Themen für Söldnerzwecke verwende, und sieht sich vom Literaturkritiker der New Times Review aus dem Jahr 1928 bestätigt, der im Golem ein „anstrengendes Durcheinander“ sieht, dessen „Fäden hilflos verknotet sind.“[31] Auch Langford rezensiert den Golem als einen Albtraum, den man nach einem Abend mit zu viel Hummer und Kafka haben könnte: „Sehr seltsam“.[32]

Propaganda für jüdische Politik und Kultur
Andererseits wird Meyrink in rechtsextremen Zeitungen Propaganda für „jüdische Politik und Kultur“ vorgeworfen. Der Kritiker Albert Zimmermann vermutet in einem Aufsatz in der Zeitschrift Deutsches Volkstum, Meyrink müsse Jude sein, weil er sich so sehr für jüdische Themen interessiere. Er vergleicht Meyrinks frühere antimilitaristische Satiren mit den kritischen Schriften des deutsch-jüdischen Dichters Heinrich Heine. Ein weiterer Kritiker, Carl Gross, schreibt, das Hauptziel des Golem sei es, „jüdische Politik und Kultur zu fördern“. Nach der Machtergreifung der Nationalsozialisten wurden Meyrinks Bücher öffentlich verbrannt und die Verbreitung seiner Werke wurde verboten.
Suche nach Identität in einem von metaphysischen Kräften gelenkten Kosmos
Mit zunehmendem zeitlichen Abstand haben sich die Akzente der Untersuchung und Bewertung verändert, zumal die Grenzen zwischen ernsthafter und trivialer Literatur inzwischen fließend geworden sind: Meyrinks Roman wird von Literaturwissenschaftlern u. a. in der Tradition E.T.A. Hoffmanns und Brentanos gesehen:
- Frank deutet in seinem Nachwort Meyrinks Bücher mit autobiographischen Bezügen als „stets gewandelte Zeugnisse derselben Konfession“. Der Autor zeichne „seinen eigenen inneren Weg auf“ und stehe „in der langen Tradition der visionären Dichter, die von Dante, William Blake, Jakob Böhme, E.T.A. Hoffmann bis zu den modernen Nachfahren Kubin, A.M. Frey, Franz Spunda, K.H. Strobl und Hermann Kasack führt.“ Die „Universalität seines Denkens“ eile seiner Zeit weit voraus. Für ihn waren der abendländische Westen und der ferne asiatische Osten im Wesentlichen durch nichts getrennt. Meyrinks Sprache sei zwar „ungekünstelt und von klar einsichtiger Struktur, aber dabei hintergründig und von seltsamem Eigenleben erfüllt.“ In expressiver Schilderung gewinne „Totes und Starres auf einmal vibrierende Existenz“.[34]
- Nach Henschen ist der Golem „eine der wenigen deutschen Gestaltungen einer in sich geschlossenen grotesk-phantastischen Welt, der nur Kubins „Die andere Seite“ (1909) zu vergleichen ist“. Zwar werde die geheimnisvolle Welt des Prager Judenviertels „als Traumwelt eines Erzählers“ gezeigt, doch büße die Darstellung „bei aller Phantastik nichts an Realistik und klarer Rationalität ein“ und diene „als genau entsprechende Hintergrundfolie für die dunklen Bezirke eines »seelischen Dämmerzustandes«, in dem für den Erzähler die Grenzen von Ich und Außenwelt zerfließen“ und die „»Gänge« und »Gassen« sich auch in die versunkenen Bezirke der eigenen Vergangenheit und eines von schockhaften Ängsten durchzuckten Traumbewusstseins öffnen, das sich selbst, auf alte magische Vorstellungen zurückgreifend, als doppeltes, fremdes gegenübertritt“. Die sprachliche Qualität und seine „dicht gefügte Symbolwelt heben ihn weit über das Niveau der seit dem Ausgang des 18. Jhs. bekannten »Schauerromane«“.[35]
- Bereits der deutsch-jüdische Schriftsteller Wolfskehl hatte Meyrink ein „völlig modernes Phänomen, einen Soigné Yogi, einen wohlerzogenen Einsiedler, einen profunden Kenner des verlorenen Wissens ohne konventionelles Lernen und auch einen Schriftsteller, der mit Worten malt“ genannt und zu bedenken gegeben: „Es ist fast unanständig, einen so doppelzüngigen Menschen unverblümt zu fragen, ob er es ernst meint.“[36]
- In einem Artikel zum hundertjährigen Jubiläum des Golem schreibt Barnett, dass der Roman eine der „fesselndsten, atmosphärischsten und bizarrsten Fantasien“ aller Zeiten ist. Meyrinks modernistische Fantasie habe den Test der Zeit gut bestanden und verdiene einen Platz neben Kafka.[37]
- Wistrand unterscheidet in seiner Analyse zwischen „Wirkung und Funktion“ und postuliert, „dass Meyrink sich Gothic-Effekte zunutze macht, um seine spirituelle Sicht der Welt zu vermitteln.“ Sein größtes Interesse als Autor von Belletristik habe wohl darin bestanden, eine gute und interessante Geschichte zu erzählen. Aber die Unterscheidung zwischen Hochliteratur und Trivialliteratur dürfte in dieser postmodernen Zeit von geringerer Bedeutung sein. Wistrand schließt sich Jennings an,[38] die das ernsthafte Bemühen des Autors anerkennt, „eine differenzierte Darstellung des mythischen Kampfes um das höhere Selbst“ zu liefern. „Die Vermischung verschiedener Religionen, Legenden und Traditionen im Roman könnte als Ausdruck der alten Idee einer philosophia oder sophia perennis gesehen werden, in der alle religiösen Traditionen Manifestationen einer einzigen und universellen Wahrheit jenseits der Lehren, die sie trennen, sind.“[39] Zudem gelinge es Meyrink, den verschiedenen Elementen, Merkmalen und Bildern eine funktionale Form zu geben, „indem er aus Ideen, Vorstellungen und Traditionen unterschiedlicher Art ein kohärentes symbolisches Muster aufbaut“.[40]

## Trivia
- Die Hauptfigur des Studenten Innozenz Charousek ist an den jung verstorbenen Prager Schachspieler Rudolf Charousek (1873–1900) angelehnt.

- Der Geschichte zufolge willigte der Leipziger Verleger Verleger Kurt Wolff, nachdem das Manuskript von verschiedenen Verlagen abgelehnt worden war, schließlich ein, 2.000 Exemplare zu drucken, aber durch einen Irrtum wurde stattdessen eine Auflage von 20.000 hergestellt. Angesichts der massiven Werbekampagne ist die Geschichte jedoch, wie viele andere Nachrichten über das Leben des Autors, wahrscheinlich eine Legende. Als gesichert gilt, dass in wenigen Monaten alle Exemplare verkauft waren und Der Golem zu einem Bestseller wurde, von dem in zwei Jahren 145.000 Stück vertrieben wurden.

- Meyrink hatte Schwierigkeiten mit der Endredaktion des Textes, in dem er sich selbst nicht mehr zurechtfand. Er wandte sich an den befreundeten „Sinologen und Mathematiker Felix Noeggerath“ um Hilfe, und dieser wußte Rat: „Er legte eine Art Sternenkarte an. Für jede vorkommende Figur machte er einen Punkt und setzte den Namen daneben. Personen, die miteinander in Wechselbeziehung standen, wurden mit Verbindungslinien versehen, wie auf himmlischen Sternkarten. Personen, die für Weg, Sinn und Bedeutung des Buches bedeutungslos waren, wurden der Vernichtung empfohlen. Dabei stellte sich heraus, daß das Personenaufgebot bereits 120 Namen umfaßte, von denen 90 gänzlich überflüssig waren. Dachte man sie sich weg, so wurde das konfuse Bild sonnenklar.“ (Erinnerungen von Max Krell)[41]

## Adaptionen
Illustration
Zu dem Roman fertigte Hugo Steiner-Prag fünfundzwanzig Lithografien, die zuerst 1916 in der Mappe Der Golem. Prager Phantasien vom Kurt Wolff Verlag, Leipzig, veröffentlicht wurden. Davon wurden acht Lithografien ausgewählt, die erstmals 1917 das 141.–150. Tsd. des Romans schmückten.
Film
- Der Golem (Originaltitel: „The Golem“), US-amerikanische Fernsehverfilmung von Jean Kerchbron (1967).
- Golem, polnischer Spielfilm, 1979, veröffentlicht 1980. Regie: Piotr Szulkin.
- Entgegen sich hartnäckig haltenden Gerüchten ist keiner der drei Golem-Filme von Paul Wegener eine Verfilmung des Meyrink-Romans. Vielmehr behandeln diese Filme die jüdische Golem-Sage selbst, ebenso der Film Le Golem von Julien Duvivier aus dem Jahre 1936.

Theater

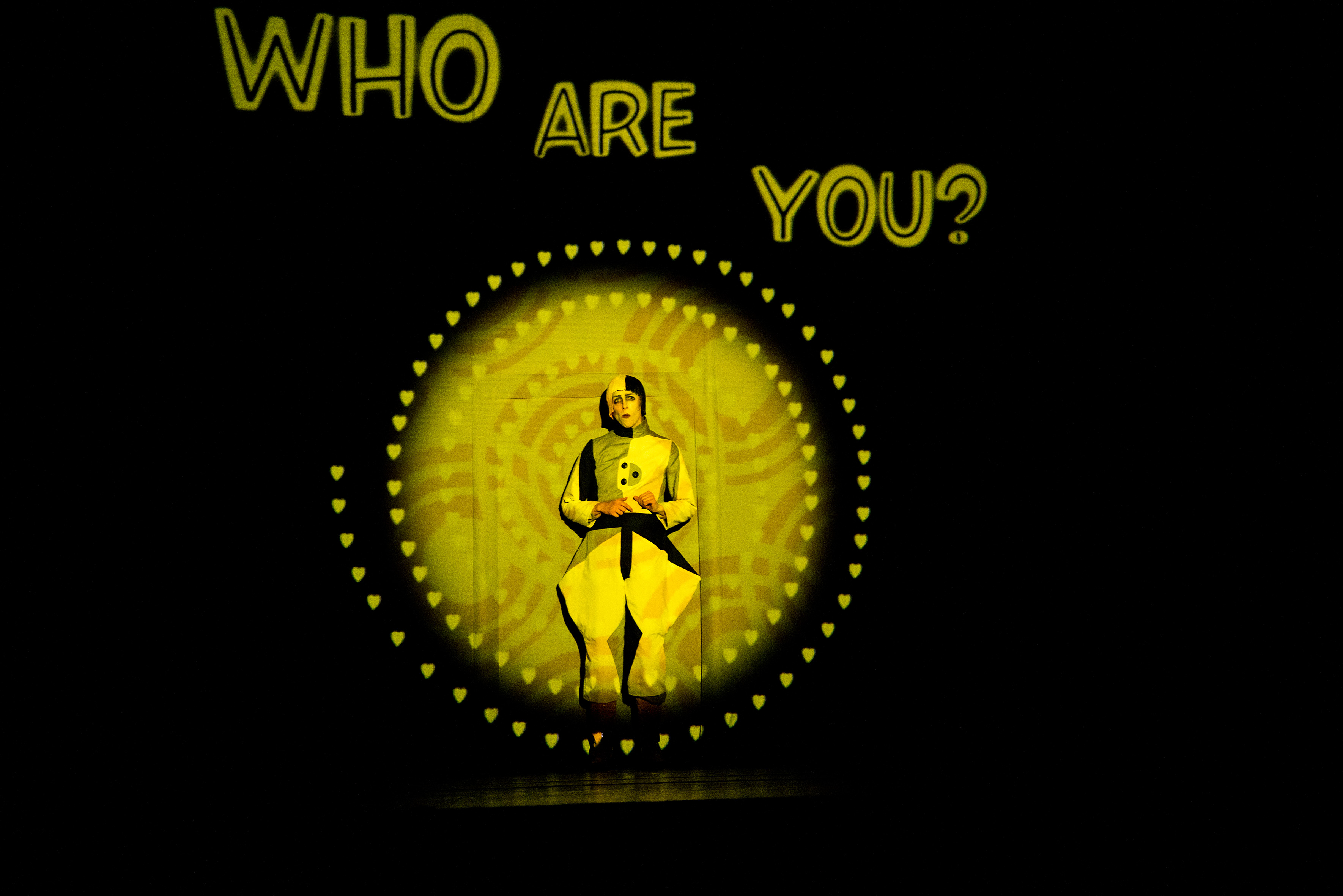
Golem (frei nach Gustav Meyrink) von Suzanne Andrade, Salzburger Festspiele 2014

- Der Golem: Ein Traumspiel. Ein-Mann-Adaption von Daniel Flint, Washington 2013.
- Golem. Bearbeitung und Regie: Suzanne Andrade. Koproduktion der Salzburger Festspiele (2014) mit Ensemble 1927, dem Young Vic / London und dem Théatre de la Ville / Paris.[44]
- Golem 24143. Ein Zuhause-Theater-Game des WerftparkKollektivs (theaterKIEL) als interaktiv-digitale Suche eines Erinnerungslosen nach dem Selbst.

Hörspiel
- 1954: Der Golem – Produktion: BR; Regie: Friedrich Carl Kobbe, u. a. mit Paul Hoffmann, Helen Hesse und Peter Ahrens. Veröffentlichung: CD-Edition: Langen Müller Audio-Books 2003
- 1964: Der Golem – Produktion: WDR; Regie: Raoul Wolfgang Schnell, u. a. mit Kurt Meisel, Wilhelm Pilgram und Walter Schmidinger.
- 1968: Der Golem – Produktion: ORF Oberösterreich; Regie: Ferry Bauer, u. a. mit Romuald Pekny, Gabriela Badura, Ilse Strambovsky und Albert Lippert.
- 1996: Phantastik aus Studio 13: Der Golem (3 Teile) – Produktion: SDR; Regie: Andreas Weber-Schäfer, u. a. mit Felix von Manteuffel, Klaus Weiss und Ernst Konarek. Veröffentlichung: CD-Edition: Pidax Film Media Ltd. (Alive) 2017 (2 Stunden und 43 Minuten)

Lesung
- Der Golem. Gelesen von Wolf Euba (2003; 8 CDs)
- Der Golem. Gelesen von David Nathan auf audible (2009; 8:44 Stunden)
- Der Golem. Gelesen von „Hokuspokus“ auf librivox – frei, online verfügbar (9:02 Stunden)

## Ausgaben
- Der Golem. Roman. Kurt Wolff Verlag, Leipzig [1. Dezember 1915] (ohne Illustrationen)
- Der Golem. Roman. Mit acht Lithographien von Hugo Steiner-Prag, Kurt Wolff Verlag, Leipzig, 141.–150. Tsd. [Dezember 1917]
- Der Golem. Roman. Mit 25 Illustrationen von Hugo Steiner-Prag. Nachwort von Eduard Frank. Verlag Ullstein, Frankfurt/M. – Berlin – Wien, 1981.
- Der Golem. Roman. Mit vierzehn Illustrationen von Hugo Steiner-Prag. Herausgegeben und mit einem Nachwort von Thomas Rietzschel. Gustav Kiepenheuer Verlag, Leipzig und Weimar 1983.
- Der Golem. Vitalis, Prag 2008, ISBN 978-3-89919-053-3.
- Der Golem. Mit Nachwort und Zeittafel von Ulrike Ehmann, Deutscher Taschenbuch Verlag, München 2009, ISBN 978-3-423-13737-9.
- Der Golem. Ein Roman. Hamburg: Hoffmann und Campe 2015. – Der Text folgt der ersten Buchausgabe, erschienen im Kurt Wolff Verlag, 1915. Nachwort und Zeittafel von Dr. Ulrike Ehmann, nach der Ausgabe München: dtv 2012. ISBN

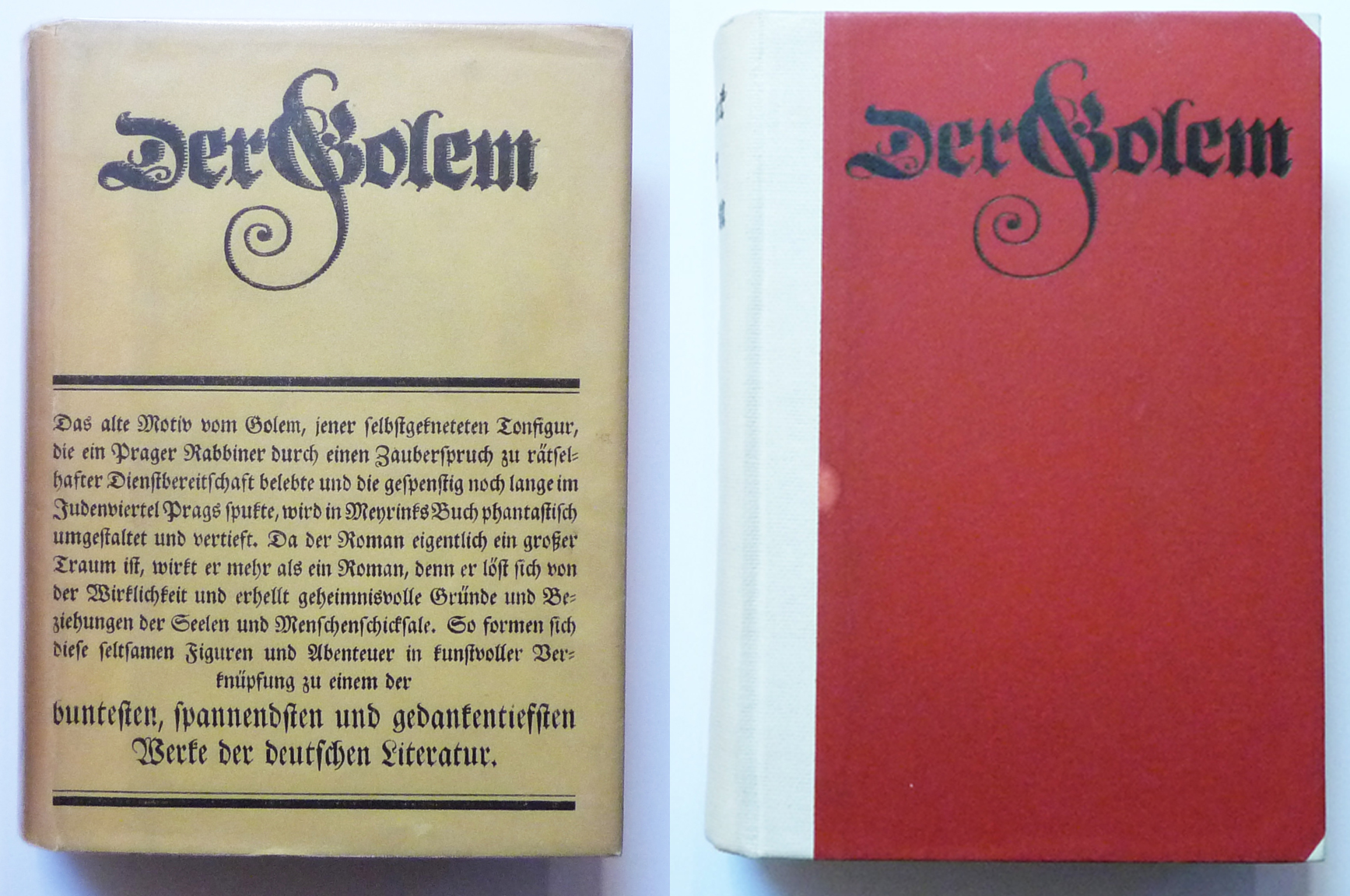
Deutsche Erstausgabe, Kurt Wolff Verlag, Leipzig [1915]
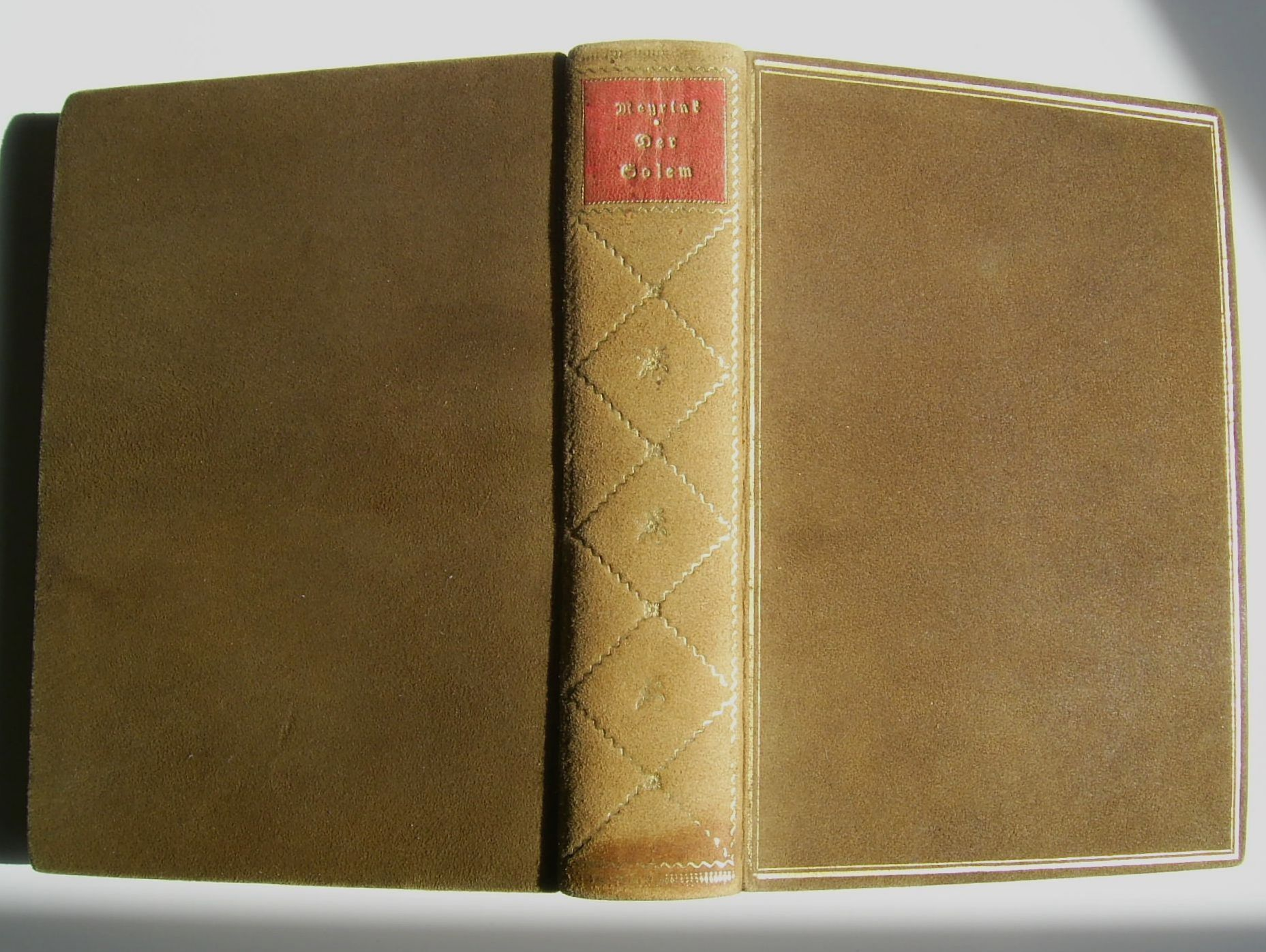
Verlagseinband der Vorzugsausgabe, Kurt Wolff Verlag, Leipzig [1915]
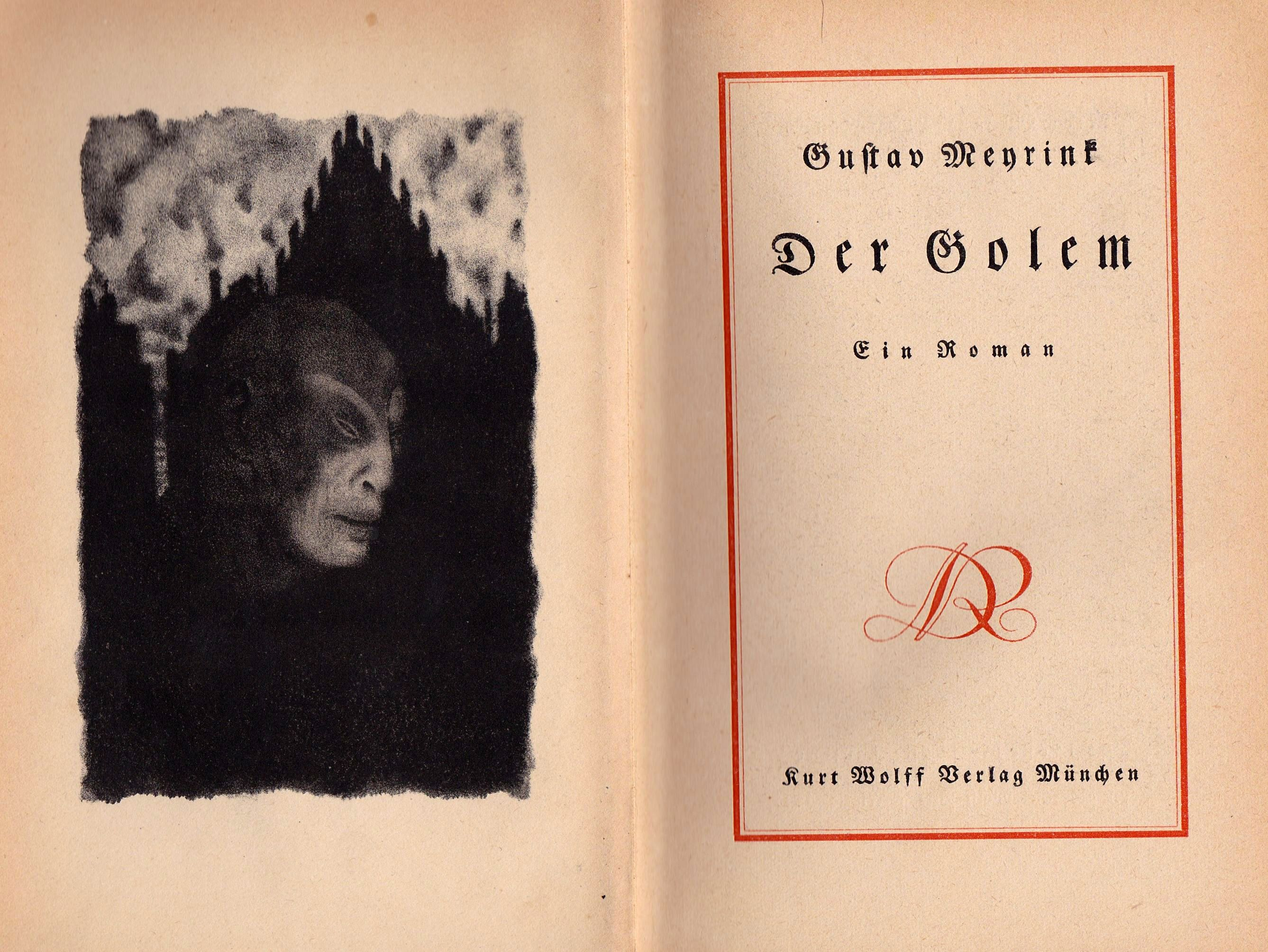
Titelblatt des 156.–165, Tsd, der zweiten illustrier-ten Ausgabe, Kurt Wolff Verlag, München 1919